# Simulium hightoni
Simulium hightoni es una especie de insecto del género Simulium, familia Simuliidae, orden Diptera.
Fue descrita científicamente por Lewis, 1961.